# 高堆遗址
高堆遗址，位于山西省临汾市尧都区刘村镇高堆村西北约150米处，是中华人民共和国山西省文物保护单位之一。
1965年5月24日，授予山西省文物保护单位，是一座古遗址。